# Nusa dispar
Nusa dispar är en tvåvingeart som först beskrevs av Gerstaecker 1871.  Nusa dispar ingår i släktet Nusa och familjen rovflugor. Inga underarter finns listade i Catalogue of Life.